# Dampiera epiphylloidea
Dampiera epiphylloidea är en tvåhjärtbladig växtart som beskrevs av Vriese. Dampiera epiphylloidea ingår i släktet Dampiera, och familjen Goodeniaceae. Inga underarter finns listade i Catalogue of Life.